# Bryophryne phuyuhampatu
Bryophryne phuyuhampatu é uma espécie de anuro da família Craugastoridae, sendo encontrada na província de Paucartambo, no Peru. Foi descrita no dia 13 de julho de 2017, na revista científica ZooKeys, sendo tratada como uma nova espécie por ter uma série de características únicas, como o tom de verde do dorso e presença de manchas azuis nas laterais e no ventre. Descobriu-se que pertence ao gênero Bryophryne a partir de análises do gene mitocondrial 16S. Seu epíteto específico se trata da união de duas palavras em quíchua que significa "sapo que vive nos dentes". É encontrado em florestas nubladas.